# Coracina javensis
Coracina javensis е вид птица от семейство Campephagidae.

## Разпространение
Видът е разпространен в Индонезия.